# Murergade
Murergade er en gade på Nørrebro i København. Den lille gade ligger i området mellem søerne, Åboulevarden, Blågårdsgade og Baggesensgade. Gaden blev navngivet i 1861. Den udgør en del af en mindre gruppe gader, der er opkaldt efter forskellige professionsbetegnelser.
Tidligere havde Murerforbundet til huse i Murergade.